# Shigeru Yokotani
Shigeru Yokotani (jap. 横谷 繁 Yokotani Shigeru; ur. 3 maja 1987) – japoński piłkarz występujący na pozycji pomocnika. Obecnie występuje w Omiya Ardija.

## Kariera klubowa
Od 2006 roku występował w klubach Gamba Osaka, Ehime FC, Kyoto Sanga FC i Omiya Ardija.